# Claudia Major

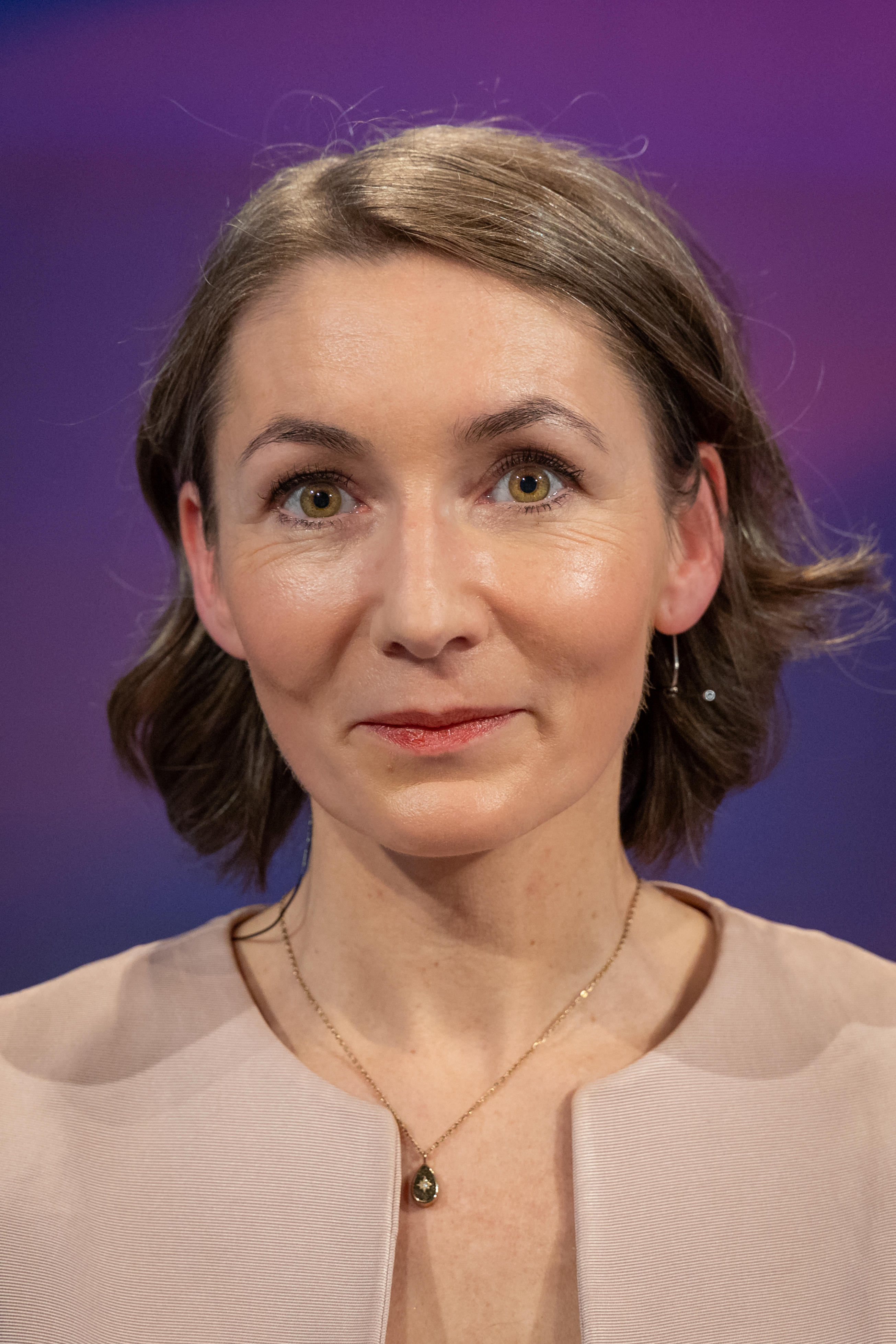
Claudia Major (2024)

Claudia Major (* 15. August 1976 in Ost-Berlin) ist eine deutsche Politikwissenschaftlerin im Bereich Sicherheitspolitik.

## Werdegang
Claudia Major legte 1996 das Abitur am Hans-und-Hilde-Coppi-Gymnasium in Berlin-Karlshorst ab. Von 1996 bis 2000 studierte sie Politikwissenschaft an der Freien Universität Berlin und am Institut d’études politiques de Paris. Sie schloss das Studium mit einem deutsch-französischen Doppeldiplom in Politik- und Sozialwissenschaften ab.
Von 2000 bis 2001 arbeitete sie für die Deutsche Gesellschaft für Auswärtige Politik und von 2001 bis 2003 bei Network International Public Affairs (IPA) in Berlin. Von 2005 bis 2007 war sie Fellow des internationalen Forschungsprogramms European Foreign and Security Policy Studies und hat seit 2006 einen Lehrauftrag am Institut d’études politiques de Paris. 2007 forschte sie am European Union Institute for Security Studies in Paris, von 2008 bis 2009 im Center for Security Studies der ETH Zürich.
Claudia Major promovierte 2009 im Rahmen des Forschungsprogramms European Foreign and Security Policy Studies zum Thema The development of the EU into a security and defence actor through ESDP an der University of Birmingham. Seit 2010 ist sie Mitglied im Beirat Zivile Krisenprävention und Friedensförderung der Bundesregierung.
Major war von 2020 bis 2025 Leiterin der Forschungsgruppe Sicherheitspolitik der Stiftung Wissenschaft und Politik in Berlin. Seit März 2025 ist sie Senior Vice President für Transatlantische Sicherheitsinitiativen des German Marshall Fund.
Claudia Major konzentriert sich in ihrer Forschungs- und Beratungstätigkeit auf die Sicherheits- und Verteidigungspolitik in Europa (NATO / transatlantische Beziehungen, EU, Deutschland, Frankreich, Großbritannien). Aktuelle Beiträge behandeln u. a. die Rolle der NATO, die deutsche Verteidigungspolitik, Europas strategische Autonomie bzw. Souveränität sowie die deutsch-französische Kooperation.

## Privates
Major ist verheiratet und hat drei Kinder.

## Auszeichnungen
Major erhielt den französischen Verdienstorden Ordre national du Mérite (Chevalier de l’Ordre national du Mérite).

## Schriften (Auswahl)
- mit Göran Swistek: Die Nato nach dem Gipfel von Madrid. Norderweiterung, neues Strategisches Konzept und militärische Neuaufstellung in: SWP-Aktuell 2022/A 49, doi:10.18449/2022A49.